# Landtag (Liechtenstein)

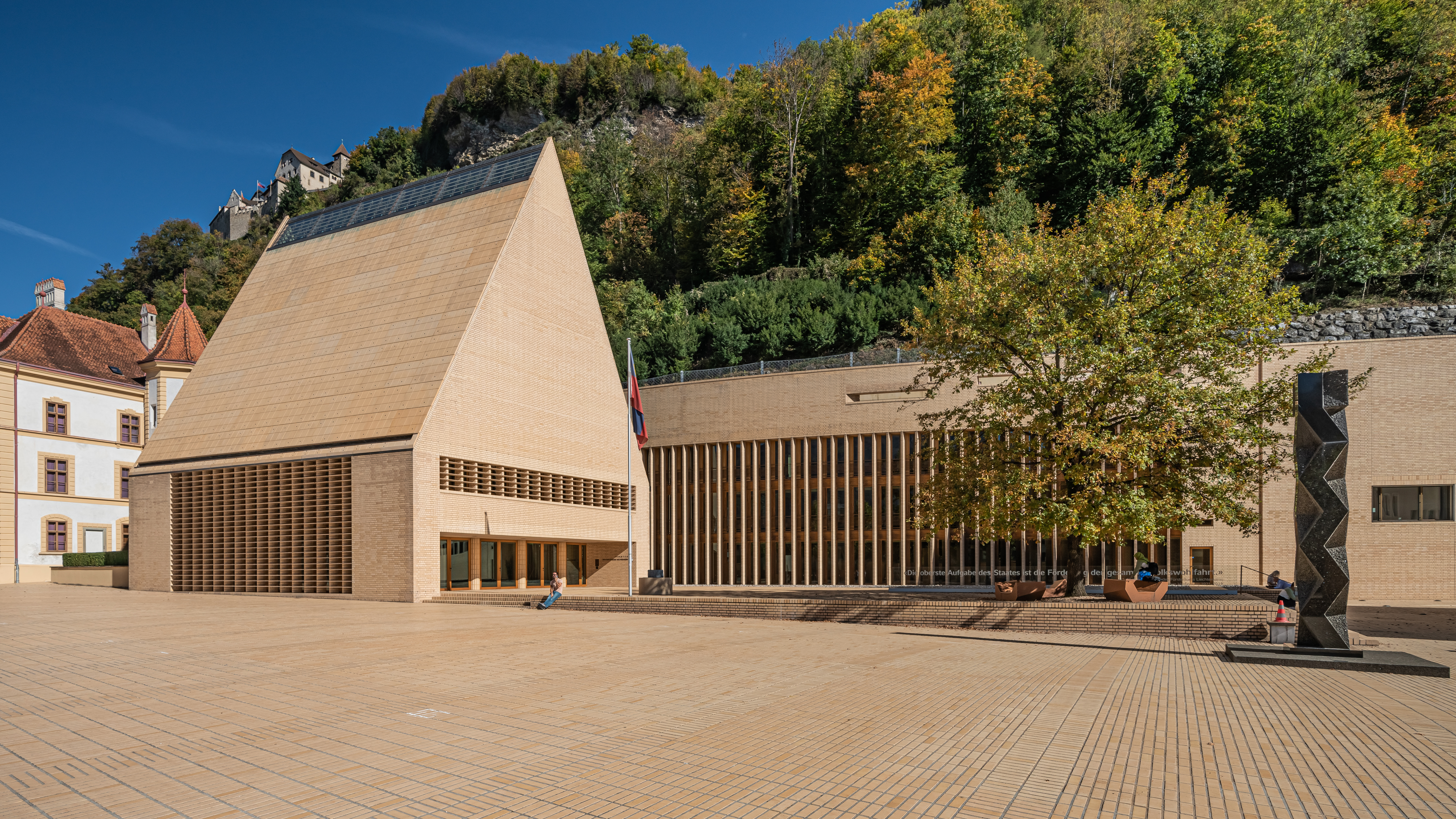
Lantdagens säte i Vaduz.

Liechtensteins lantdag (tyska: Landtag des Fürstentums Liechtenstein) är den lagstiftande församlingen i Liechtenstein. Den består av 25 ledamöter som väljs vart fjärde år och är ett enkammarparlament.

## Bakgrund
Lantdagen grundades 1862 då Liechtenstein fick sin första grundlag.
Parlamentariskt arbete utförs i tre kommittéer. Ytterligare kan det grundas specialkommittéer vid behov.
I Liechtenstein har medborgaren och furstefamiljen tillsammans den lagstiftande makten: medborgaren representeras av lantdagen och furstefamiljen av Liechtensteins furste.
Oberland (Liechtensteins södra delar) är kvoterat med 15 representanter och Unterland (norra delen) med 10.